# آلبر کان
آلبر کان (به فرانسوی: Albert Kahn) (زاده ۳ مارس ۱۸۶۰ - درگذشته ۱۴ نوامبر ۱۹۴۰) یک بانکدار و نیکوکار فرانسوی است که پروژه‌ای بلندپروازانه به نام «آرشیو سیاره» (به فرانسوی: Les Archives de la Planéte) را آغاز کرد.
در این پروژه او عکاسانی را به بیش از ۵۰ کشور جهان فرستاد و در طی این پروژه که ۲۲ سال طول کشید بیش از ۷۲ هزار قطعه عکس رنگی و ۱۸۳ هزار متر فیلم از سرتاسر این کشورها گرفته شد.

## زندگی‌نامه
او با نام آبراهام کان (به فرانسوی: Abraham Kahn) در مارموتیه، با-رن فرانسه فرزند چهارم لویی کان یهودی که فروشندهٔ گاو بود و همسرش بابت کان، موسوم به بلوش بود که بدون تحصیل در مدارس ابتدایی به بلوغ رسید. او در ۱۸۷۰ در سن ده سالگی مادرش را از دست داد و در یازده سالگی به علت حملهٔ آلمان به فرانسه و الحاق آلزاس-لورن به خاک آلمان، همراه خانواده‌اش به سن مَهیل در شمال شرقی فرانسه کوچ کرد و سال‌های ۱۸۷۳ تا ۱۸۷۶ را در کالج ساورن به تحصیل پرداخت. در ۱۸۷۹ در بانکی در پاریس استخدام شد، اما بعد از ظهرهای خود را به مطالعه برای کسب مدرک تحصیلی‌اش می‌گذراند. مربی او، آنری برگسون، فیلسوف معروف فرانسوی بود که تا پایان عمر دوستی شان پایدار ماند. او در ۱۸۸۱ فارغ‌التحصیل شد و در ادامهٔ رشد و نفوذ در حلقه‌های فکری پاریس با افرادی نظیر آگوست رودن مجسمه‌ساز فرانسوی و ماتوران میو نقاش فرانسوی دوستی نزدیکی پیدا کرد. او در سال ۱۸۹۲ به عضویت اصلی بانک گودشو Goudchaux Bank که یکی از مهم‌ترین مراکز مالی اروپا بود رسید و در کنار آن با کسب بورسیه به بالاترین درجات تحصیلی رسید.
سرانجام با شروع بحران مالی آمریکا (رکود بزرگ) کان به پروژهٔ عکاسی خود پایان داد و در زمان اشغال فرانسه توسط نازی‌ها در فقر مالی شدید در او-دو-سن در حومهٔ پاریس درگذشت.

## باغ جهانیان
باغ جهانیان (به فرانسوی: Les Jardins du Monde) در سال ۱۸۹۳ باغ بزرگی در منطقهٔ بولونی-بَیانکور پاریس خرید و آنجا را به باغی منحصربه‌فرد با معماری و تزیینات و باغ آرایی انگلیسی، ژاپنی، گل‌های سرخ و درخت‌های برگ سوزنی تبدیل کرد که محفل بزرگی بود برای ملاقات روشنفکران فرانسوی و اروپایی، پس از ورشکستگی کان در دههٔ ۱۹۳۰ این باغ به فروش رسید و تبدیل به یک پارک عمومی شد که خود کان روزها در آن پیاده‌روی می‌کرد. ای باغ که سنت‌های مختلف فرانسوی، انگلیسی و ژاپنی را با هم ترکیب می‌کرد، به نوعی آرمانشهری بود که آشتی ای بین واقعیت‌های مختلف پدیدآورده بود.

## آرشیو سیاره
پروژهٔ آرشیو سیاره تلاشی بود برای ثبت مستند و تصویری ساختمان‌ها و فرهنگ‌ها.
در سال ۱۹۰۹، کان با راننده و عکاس خود، آلفرد دوترتر در سفری کاری و مالی به ژاپن به عکاسی پرداخت و با انبوهی عکس از این سفر بازگشت و این شروع علاقهٔ شدید او به عکاسی مستند بود؛ که شروعی شد برای پروژهٔ عکس برداری از سرتاسر جهان. او با انتصاب ژان برونه به مدیریت این پروژه، عکاسان بسیاری را به قاره‌های مختلف فرستاد و برای اولین بار شروع به استفادهٔ وسیع از عکاسی رنگی به شیوهٔ اتوکروم (autochrome) و سینماتوگرافی (cinematography) کرد. این پروژه از سال ۱۹۰۹ تا ۱۹۳۱ طول کشید و نتیجهٔ آن ۷۲ هزار قطعه عکس و بیش از ۱۸۳ هزار متر فیل منحصربه‌فرد و تاریخی از بیش از ۵۰ کشور جهان بود. عکاسان او مستند کردن فرانسه را از ۱۹۱۴ و پیش از جنگ جهانی اول آغاز کردند و با شروع جنگ و با اجازهٔ ارتش از این بزرگ‌ترین جنگ تاریخ تا زمان خود عکس‌های مستند بسیاری تهیه کردند و آثار ویرانی آن بر ادامهٔ زندگی و به ویژه کشاورزی را به تصویر کشیدند.
در سال ۱۹۸۶ در همان منطقهٔ بولونی-بَیانکور، خیابان ۱۴ پور (14 Rue du Port) موزه‌ای به نام او (Musée Albert-Kahn) و در نزدیکی باغ جهانیان او افتتاح شد، که به نمیش میراث بازمانده از او، عکس‌ها و فیلم‌های او می‌پردازد.

## نگارخانه
تصاویری که عکاسان کان گرفته‌اند:

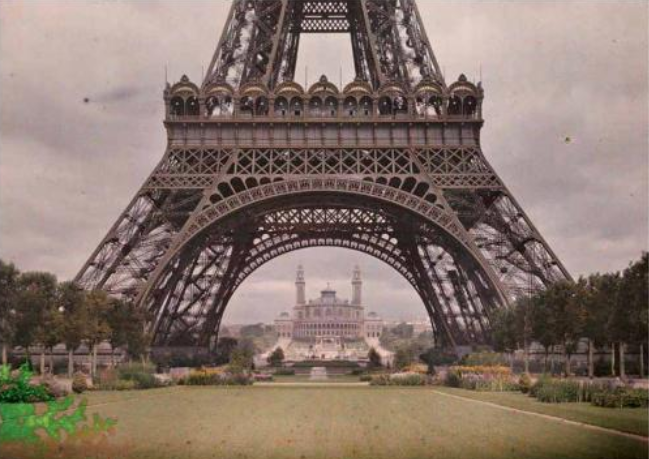
پاریس، ۱۹۱۴، برج ایفل و تروکادرو
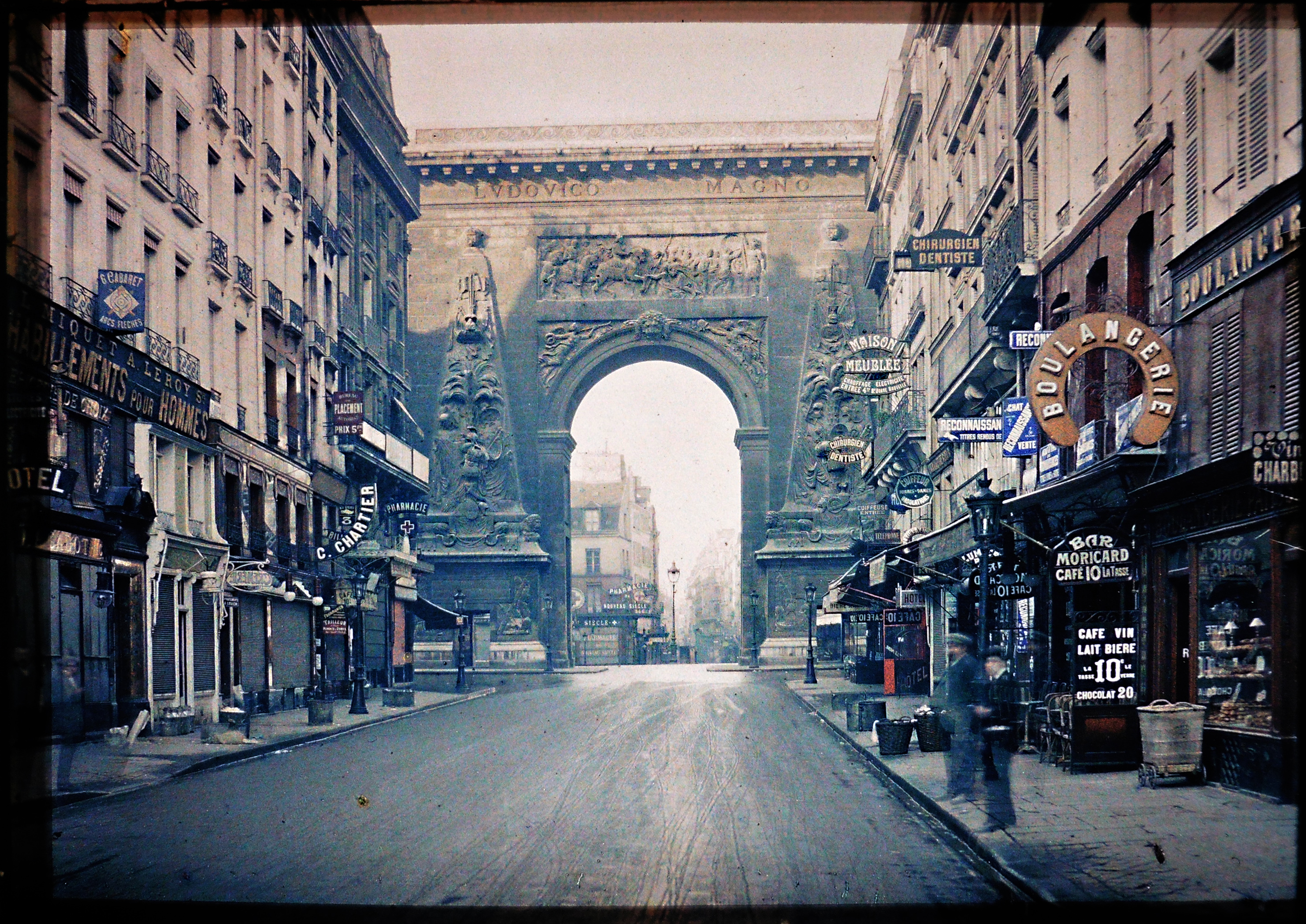
پاریس، ۱۹۱۴، دروازه سنت دنیس
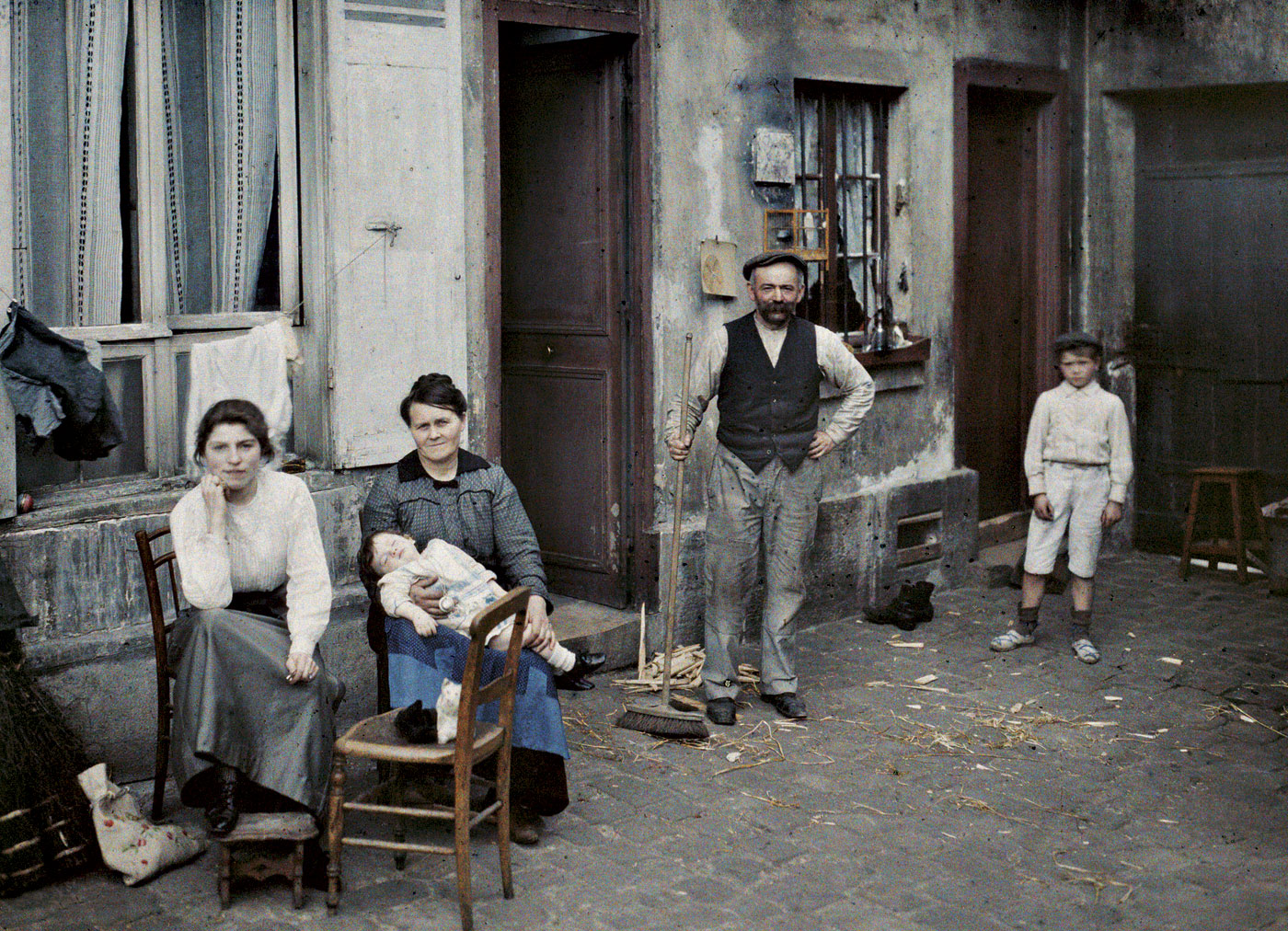
پاریس، ۱۹۱۴، یک خانواده
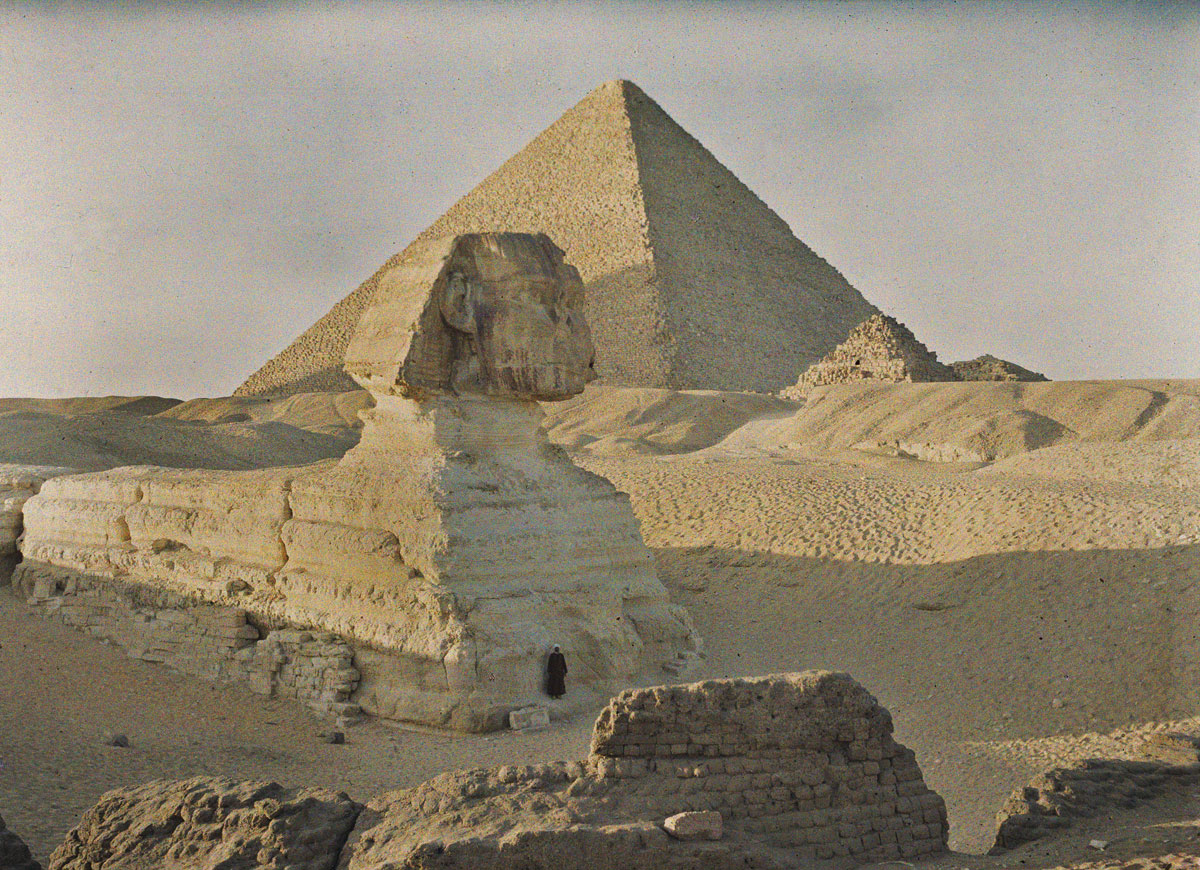
گیزه، مصر،۱۹۱۴ ،هرم بزرگ و ابوالهول
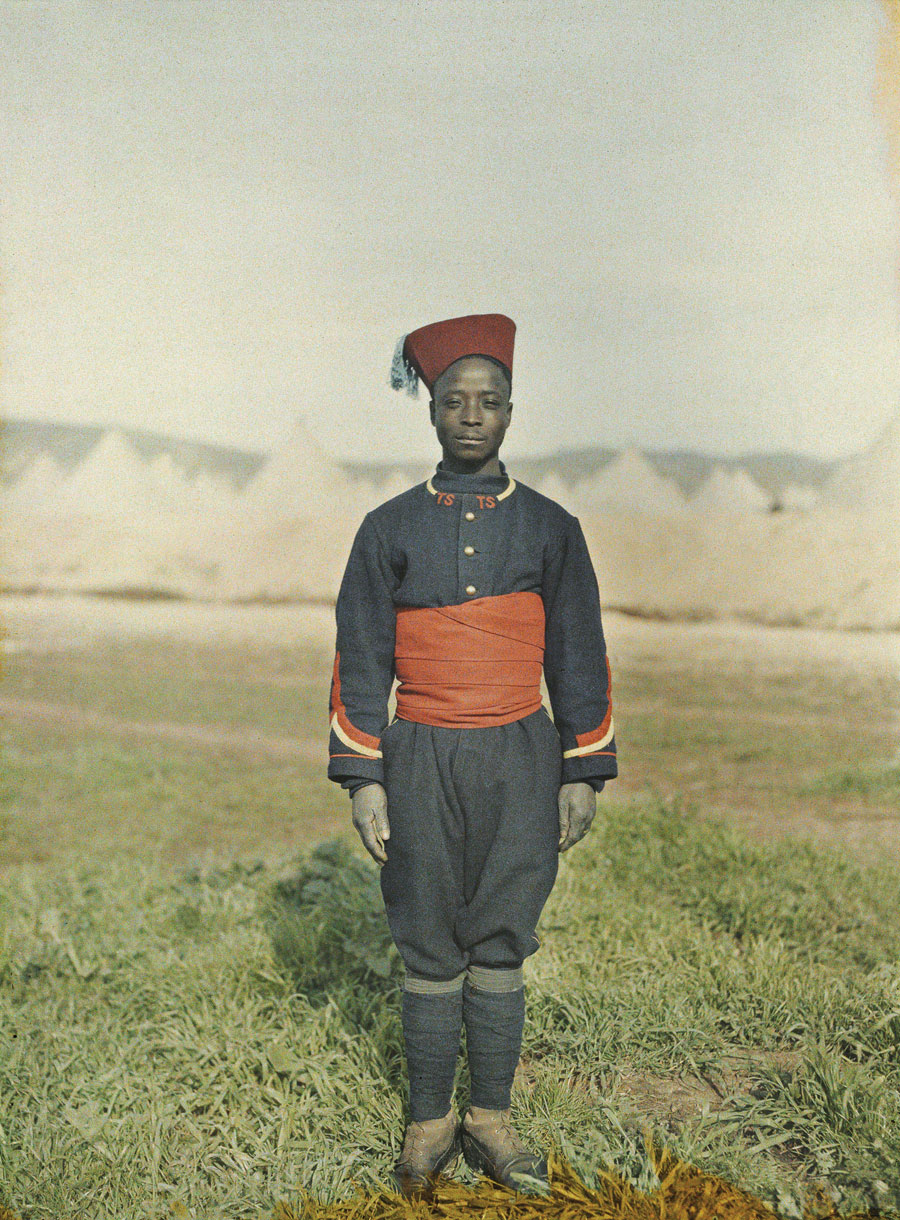
فاس، مراکش، ۱۹۱۳، تیراندازی از سنگال
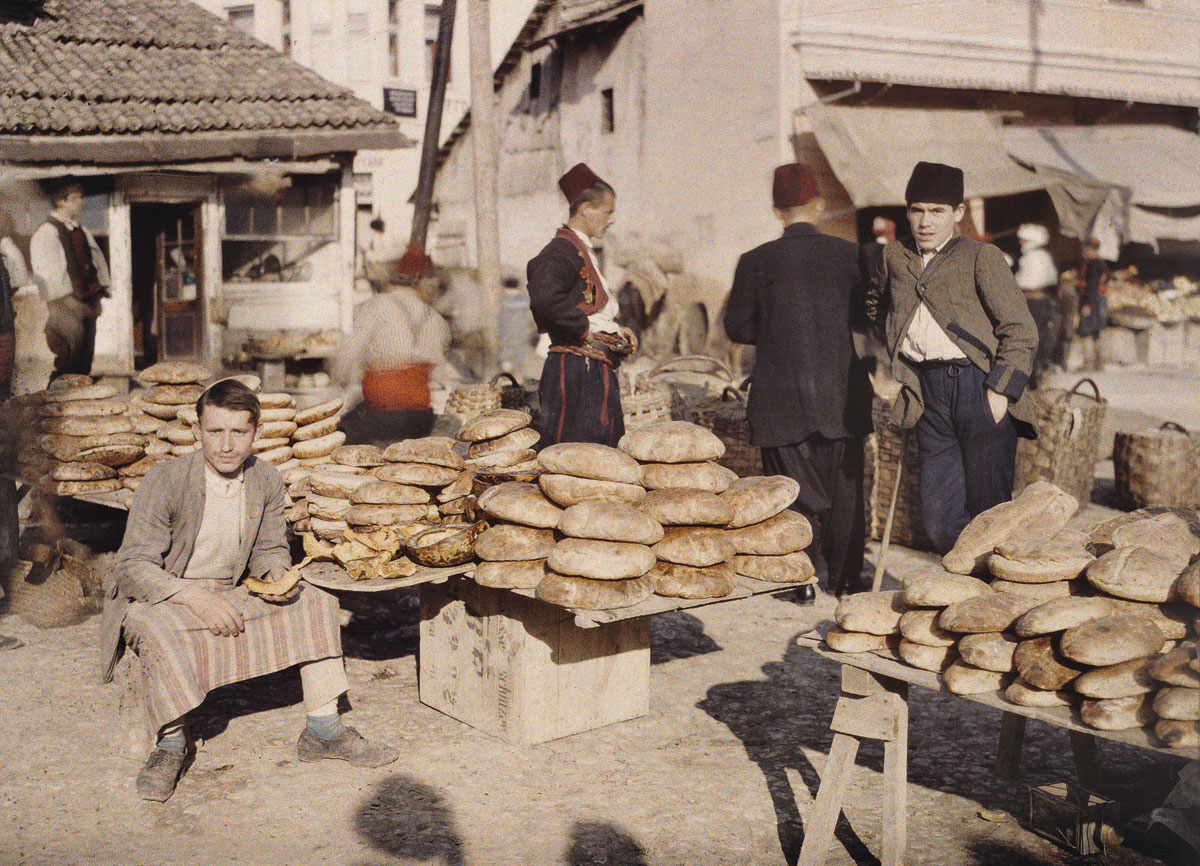
سارایوو، بوسنی و هرزگوین، ۱۹۱۲، صحنه بازار
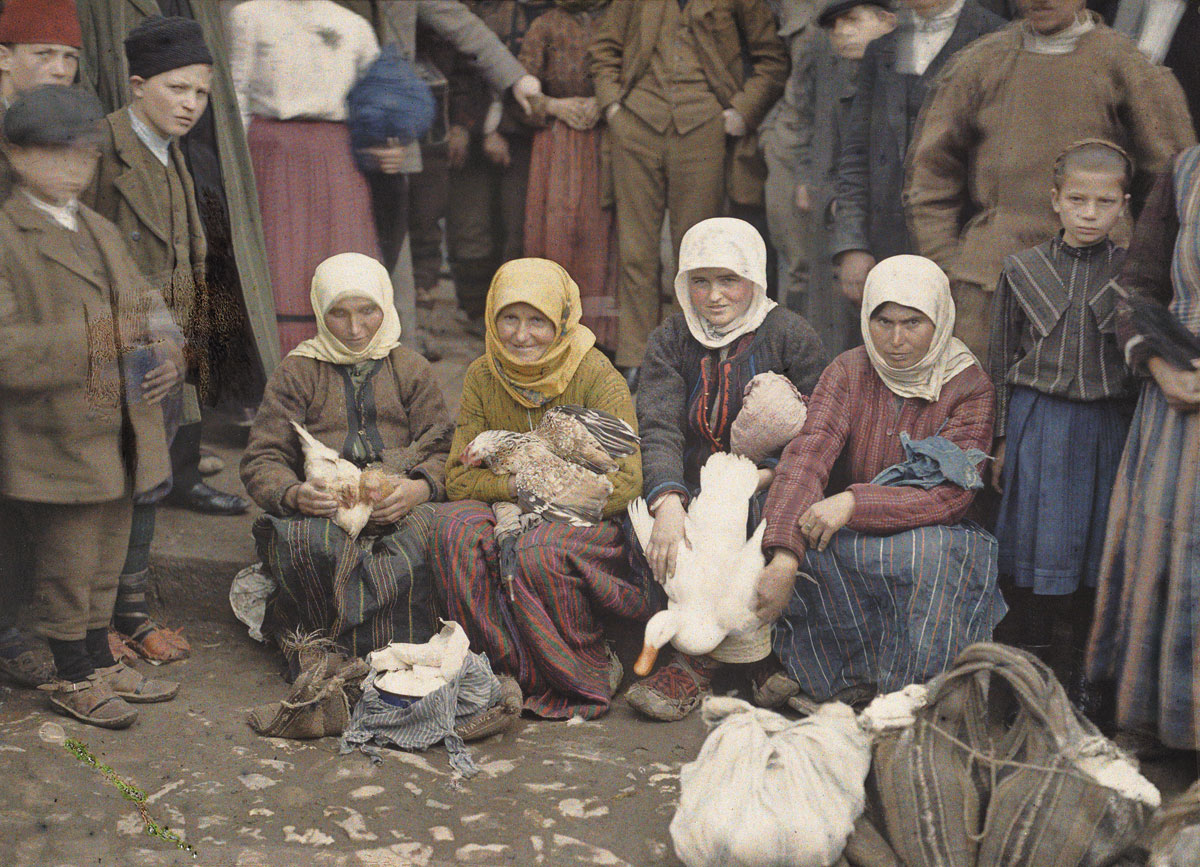
کروسواچ، صربستان، ۱۹۱۳، صحنه بازار
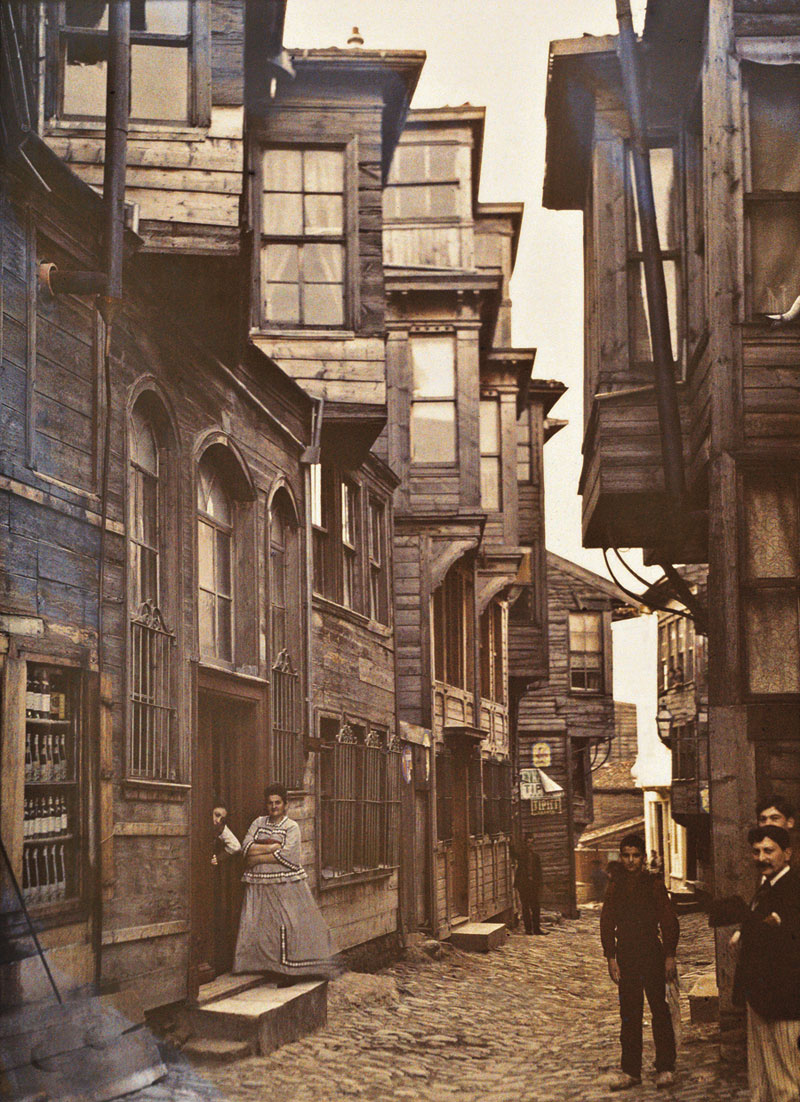
استانبول، ترکیه، ۱۹۱۲، خانه‌های چوبی در بیو اوغلو
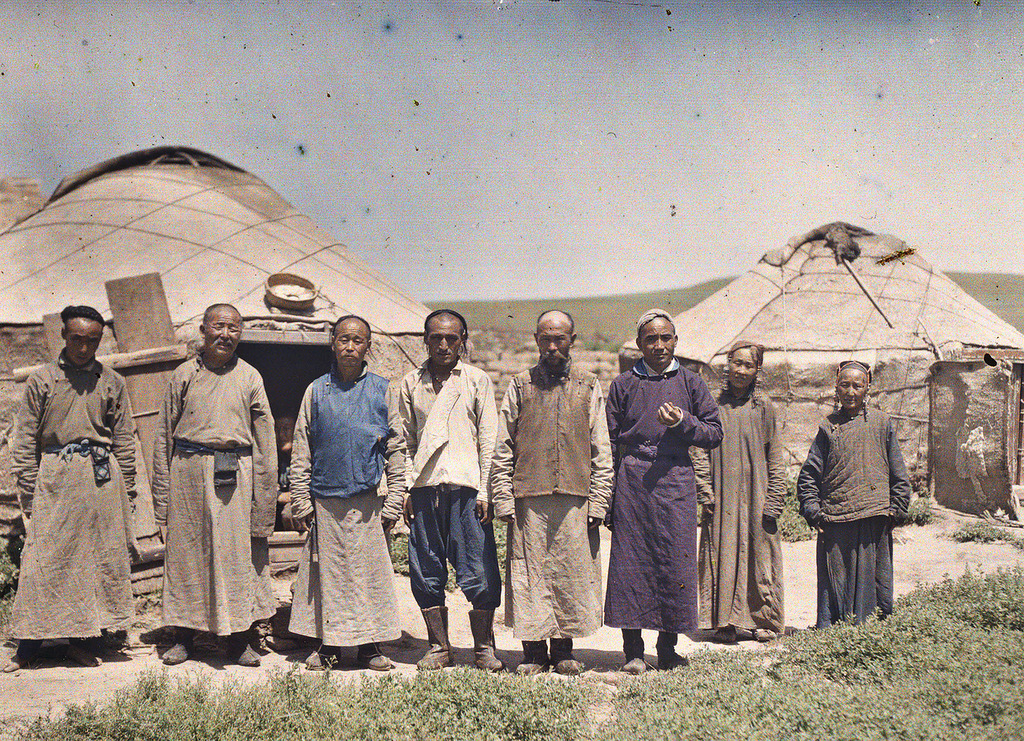
مغولستان داخلی، ۱۹۱۲
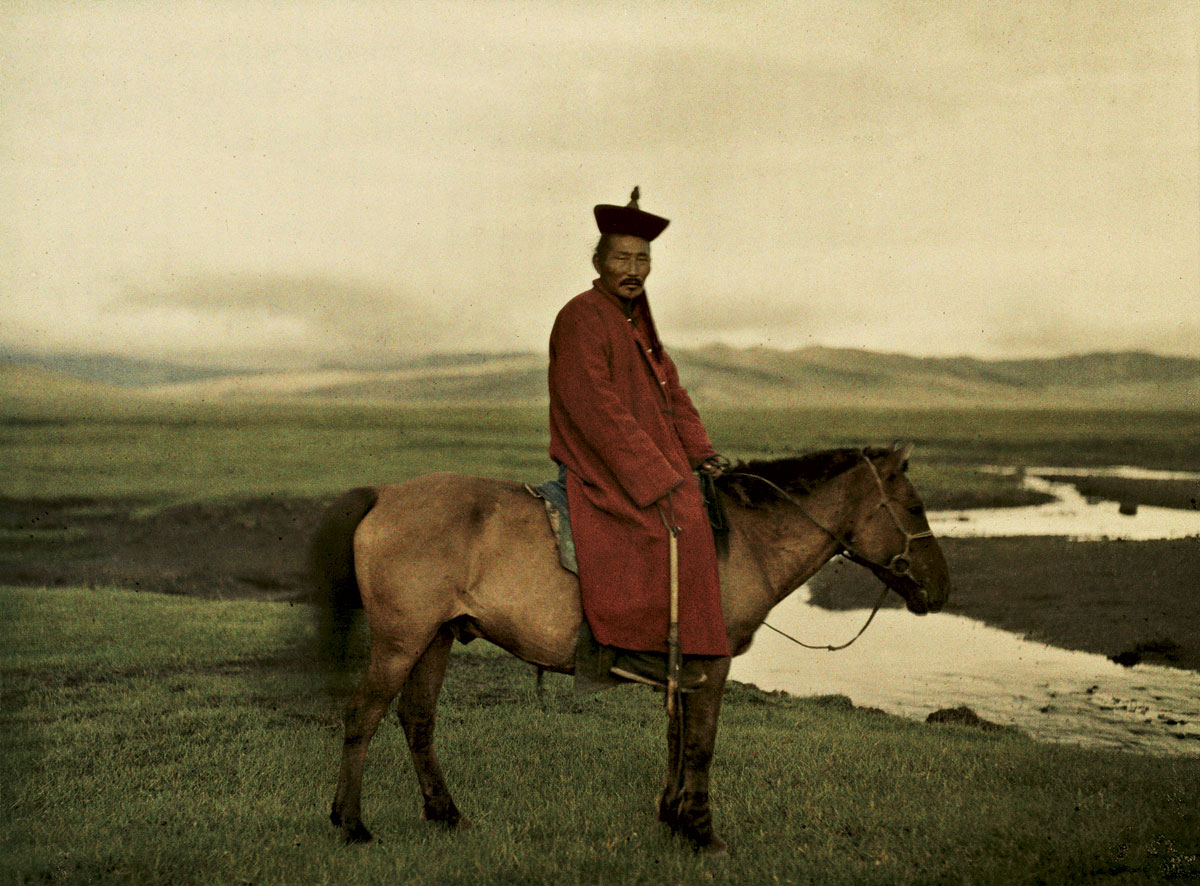
مغولستان، ۱۹۱۳، لامای بودایی
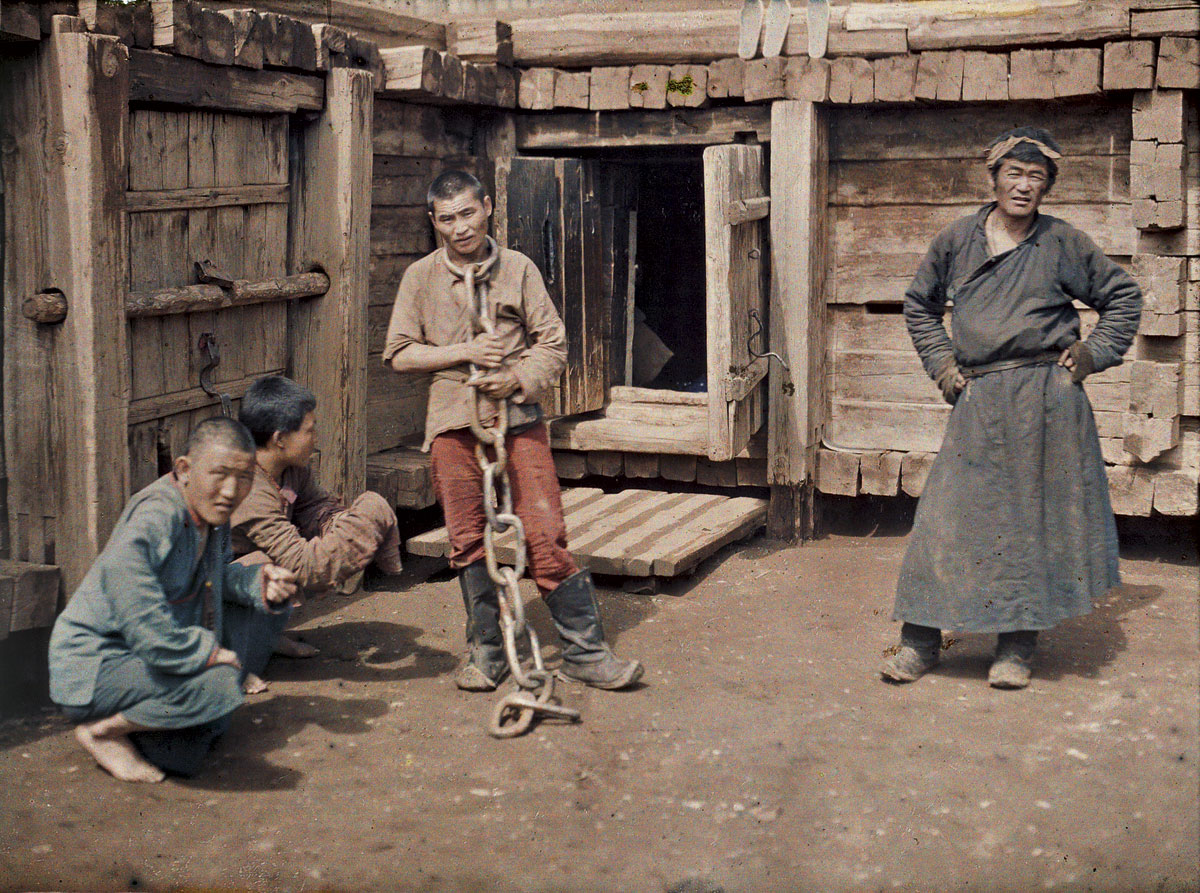
اولان باتور، مغولستان ،۱۹۱۳ ، زندانی
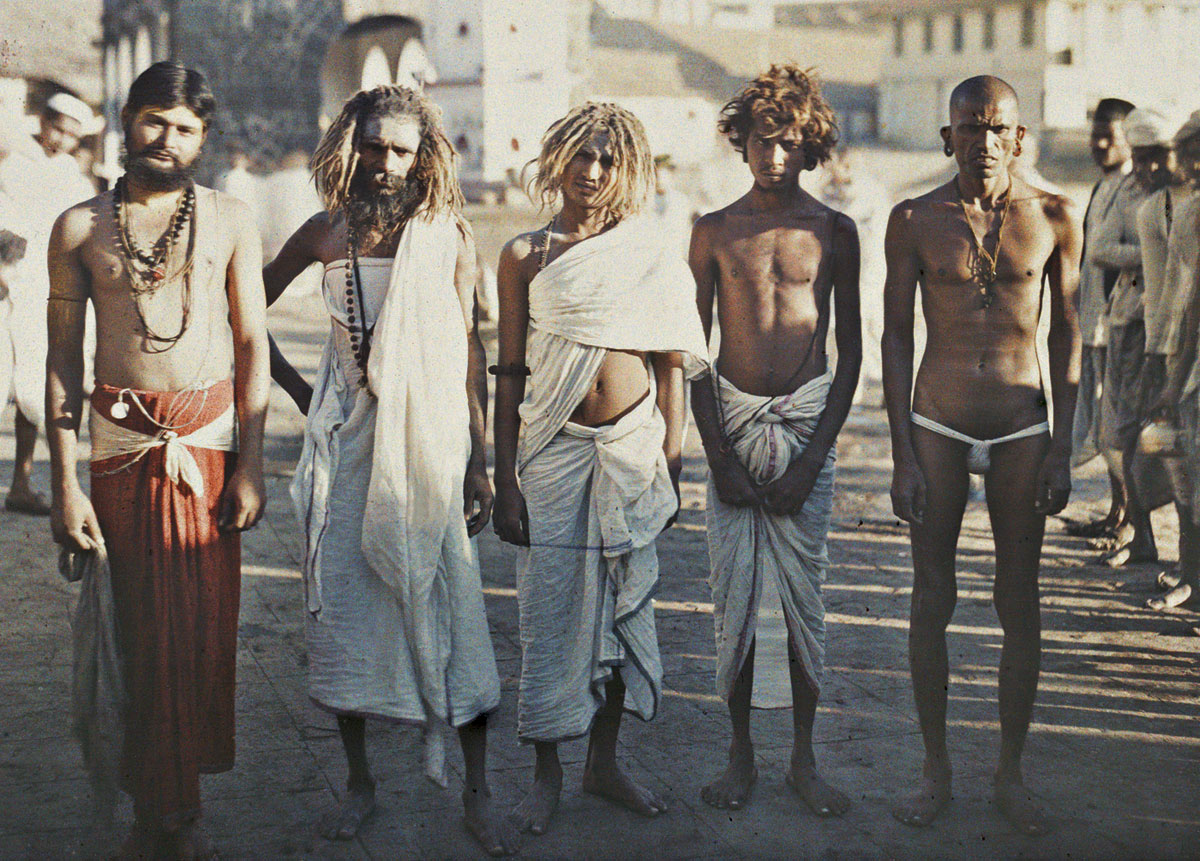
بمبئی، هند، ۱۹۱۳، صدوس
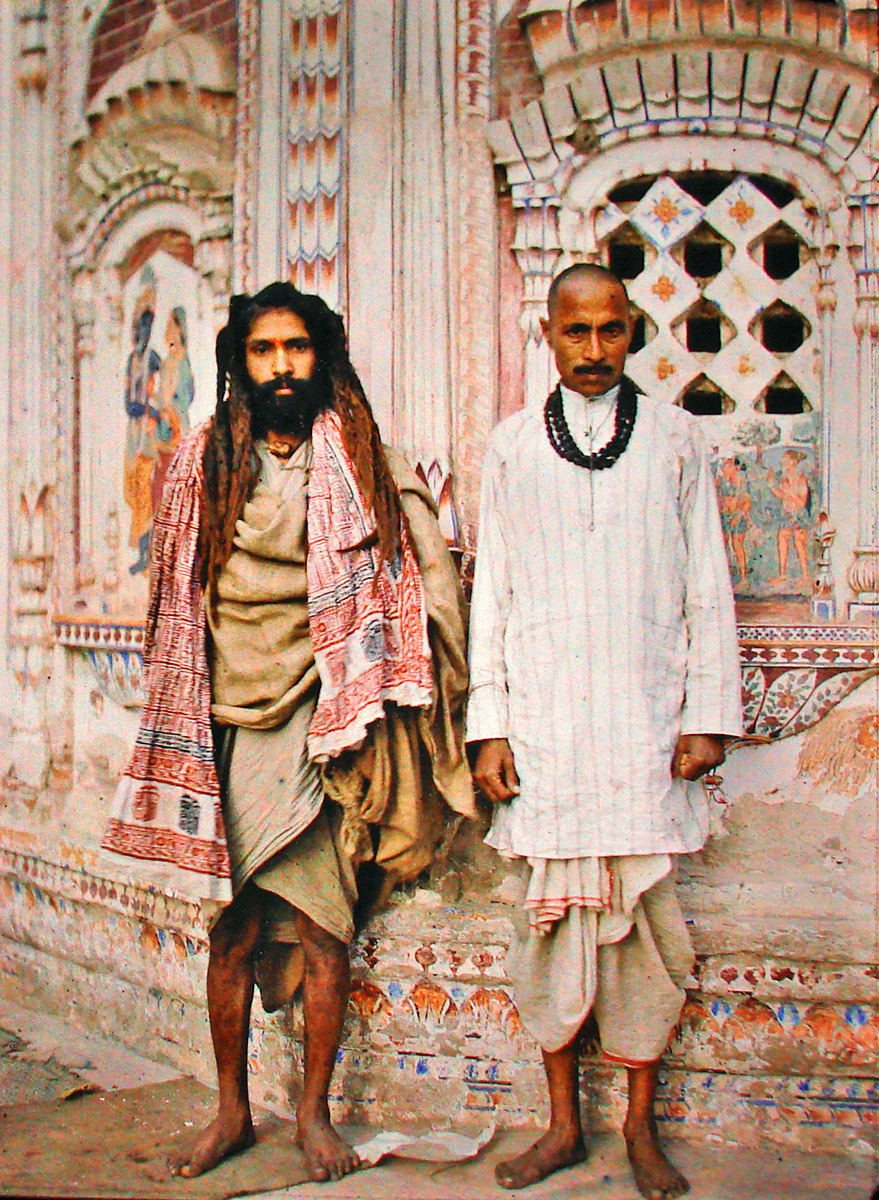
لاهور، پاکستان، ۱۹۱۴، صدو و برهمن
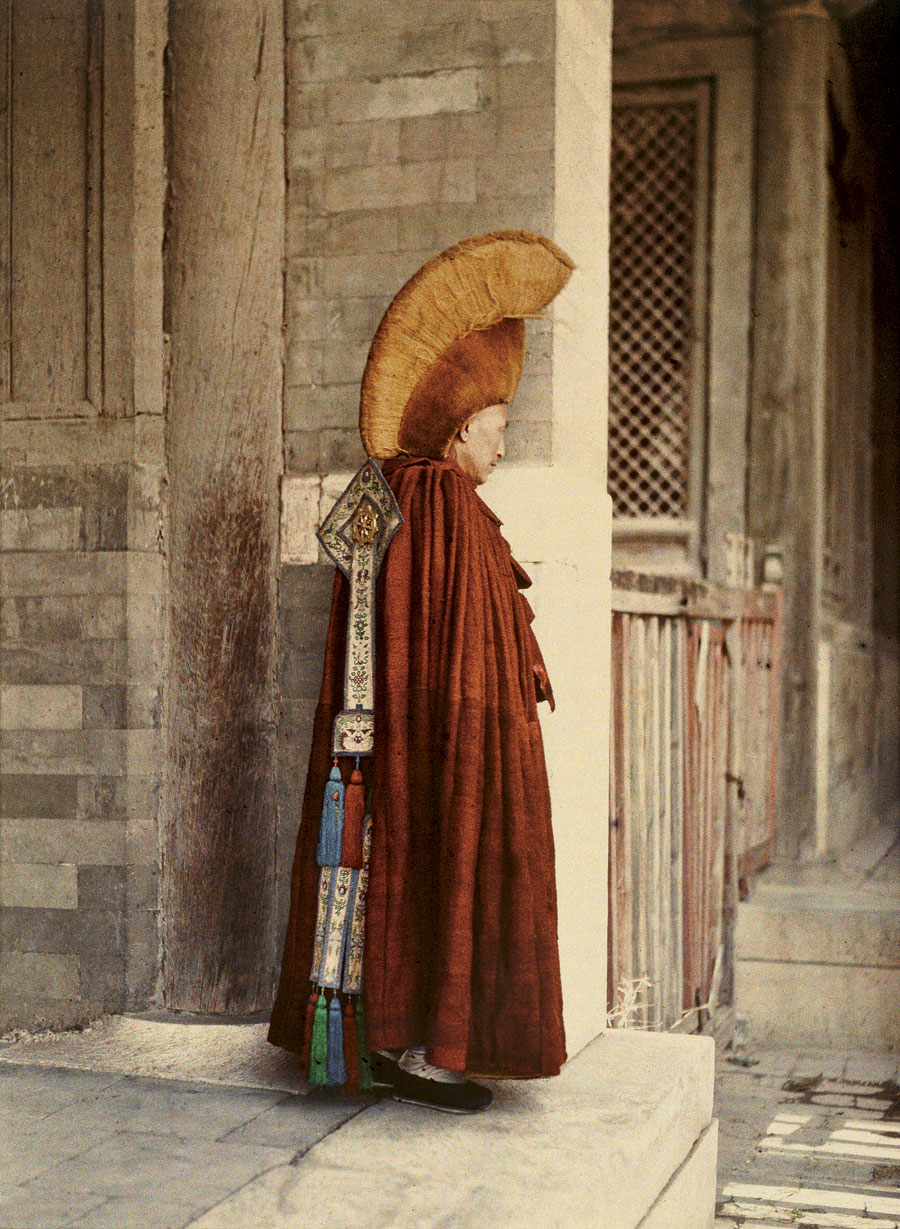
پکن، چین، ۱۹۱۳، لامای بودایی